# ارنست بلوم
ارنست بلوم (انگلیسی: Ernst Blum; ۲۵ ژانویهٔ ۱۹۰۴ – ۱۷ مهٔ ۱۹۸۰) بازیکن فوتبال اهل آلمان بود.
از باشگاه‌هایی که در آن بازی کرده‌است می‌توان به باشگاه فوتبال اشتوتگارت اشاره کرد.
وی همچنین در تیم ملی فوتبال آلمان بازی کرده‌است.